# Mercúrio
Mercúrio (Quecksilber) ist ein portugiesischer Kurzfilm von Sandro Aguilar aus dem Jahr 2010. In Deutschland feierte der Film am 7. Mai 2011 bei den Internationalen Kurzfilmtagen in Oberhausen Premiere.

## Handlung
Es geht um einen Mann und eine Frau und eine Affäre, die doch keine ist. Aguilar lässt bei schönstem Spätsommerwetter ein Paar zusammenkommen, dessen Status ungeklärt bleibt. Der Mann hat sein Kind dabei, welches im Auto wartet, während er in ihres steigt. Die beiden haben keinen Sex, beweisen aber Intimität. Am Ende trennen sie sich, um sich wiederzusehen – vielleicht.

## Kritiken
„Mercúrio eröffnet uns eine unerwartete Bilderlandschaft, indem er uns die intime Begegnung zweiter Menschen durch Glas hindurch zeigt, das zu einem seltsamen Halbspiegel wird, der Reflektionen reflektiert und die Innen- und Außenwelt visuell und emotionell umdreht. Wie Goethe schrieb: „Nichts ist drinnen, nichts ist draußen, denn was innen ist, ist außen.““

## Auszeichnungen
Internationale Kurzfilmtage Oberhausen 2011
- Hauptpreis